# Pena de morte no Brasil

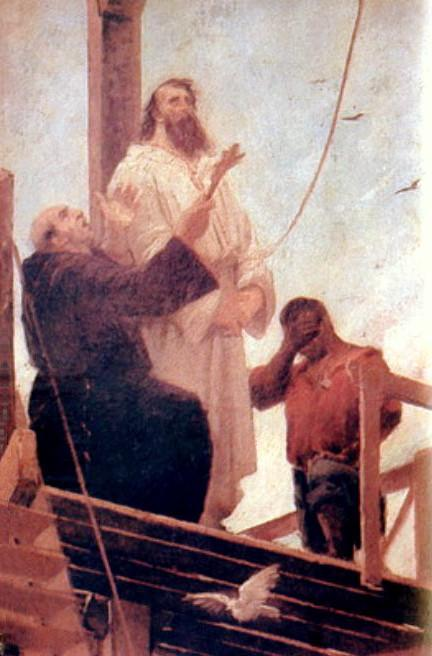
Martírio de Tiradentes, óleo sobre tela de Francisco Aurélio de Figueiredo

A pena de morte no Brasil não é aplicada desde o século XIX para crimes civis, mas ainda é prevista para crimes militares cometidos em guerra. A última vez que foi aplicada foi em 1876 e não é aplicada desde a Proclamação da República em 1889. O Brasil foi o segundo país das Américas a abolir a pena de morte como forma de punição para crimes comuns, precedido pela Costa Rica, que aboliu a prática em 1859. Embora abolida na prática, ainda é prevista para crimes militares cometidos em guerra, de acordo com o artigo 5º, XLVII, "a", da Constituição Federal. O Brasil é o país mais populoso do mundo que não possui a pena de morte para crimes civis (o México é o mais populoso que a aboliu por completo, tanto para crimes civis quanto militares).

## História
A última execução realizada pelo Brasil foi do escravo Francisco, em Pilar, em Alagoas, em 28 de abril de 1876; a última execução de um homem livre foi de José Pereira de Sousa, em Santa Luzia (atual Luziânia), em Goiás, enforcado em 30 de outubro de 1861. As últimas mulheres executadas foram das escravas Peregrina e Rosa em Sabará, Minas Gerais executadas em 13 ou 14 de abril de 1858. O carrasco era o escravo Fortunato José.

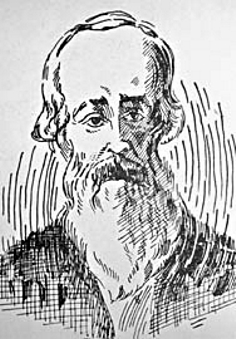
Manuel da Mota Coqueiro. Não tendo recebido o perdão imperial, foi condenado à morte por enforcamento em 1855. Seu caso foi considerado um erro judicial.

Até o fim do Império do Brasil, a condenação à morte continuou a ser aplicada, apesar de o imperador Dom Pedro II haver comutado todas as sentenças de morte a partir de 1876, tanto para homens livres quanto para escravos. No entanto, a pena de morte só foi totalmente abolida por crimes comuns após a proclamação da República em 15 de novembro de 1889. 
Oficialmente em 11 de outubro de 1890, foi promulgado o Código Criminal da República, que extinguia a pena de morte, em tempo de paz, no Brasil. Ela não foi abolida por certos crimes militares em tempo de guerra.
A Constituição de 1937, que governou o país durante o Estado Novo no governo de Getúlio Vargas, tornou possível à Justiça condenar prisioneiros à morte por crimes civis além dos crimes militares em tempo de guerra. Segundo a crença popular, o escritor integralista Gerardo Melo Mourão teria sido condenado à morte em 1942 sob a acusação de cometer espionagem para as potências do Eixo. Como ele disse mais tarde em uma entrevista, ele foi condenado à prisão perpétua durante esse tempo. Ele alega que "nunca foi condenado à morte, como dizem os sacripantas da história e da má-fé". De fato, não há registros de execução que tenham ocorrido durante o período em que o Estado Novo vigorou, até 1946.
De 1969 a 1978, durante a Ditadura Militar brasileira, a pena de morte foi novamente prevista pela Lei de Segurança Nacional e pelos Ato Institucional nº 14 como uma forma de punição por crimes políticos que resultassem em morte. Como tal, Teodomiro Romeiro dos Santos, um militante do Partido Comunista Revolucionário Brasileiro, foi condenado à morte sob a acusação de ter disparado contra um sargento da Força Aérea que morreu e um policial federal ferido. Santos é reconhecido como a única pessoa condenada à morte durante a história republicana do Brasil. Sua sentença foi comutada para prisão perpétua em 1971. Não há registros oficiais de execuções ocorridas no período, no entanto, o regime militar foi responsável pelo assassinato extrajudicial de pelo menos 300 dissidentes políticos.[carece de fontes?]
A pena de morte para todos crimes civis foi abolida no Brasil pela Constituição de 1988. Atualmente, a pena de morte pode ser aplicável no Brasil apenas para crimes militares como traição, assassinato, genocídio, crimes contra a humanidade, crimes de guerra e terrorismo durante guerra. O único método permitido por lei é a morte por pelotão de fuzilamento. O Código Penal Militar prevê que essa penalidade só deve ser aplicada em casos extremos e que o presidente pode conceder anistia ou indulto ao militar condenado. No entanto, o Brasil não se engajou em nenhuma guerra declarada desde o final da Segunda Guerra Mundial. O Brasil é o único país de língua portuguesa que ainda prevê a pena de morte para crimes militares na constituição.

## Legislação
A Constituição brasileira proíbe expressamente o uso da pena de morte pelo sistema de justiça penal. No entanto, a pena de morte pode ser aplicável, de acordo com o direito internacional, em caso de guerra declarada, nos termos do artigo 84, parágrafo XIX, da Constituição. Também proíbe, no mesmo artigo que se refere à pena de morte, o uso de prisão perpétua, tornando o Brasil um dos poucos países do mundo que aboliram tanto a prisão perpétua quanto a pena de morte. De acordo com o Código Penal Brasileiro, a pena máxima de reclusão é de 40 anos.
O Brasil é um membro do Protocolo da Convenção Americana sobre Direitos Humanos para a Abolição da Pena de Morte, ratificada em 13 de agosto de 1996.
De acordo com o direito internacional, a aplicação da pena de morte em tempo de guerra em virtude de uma condenação por um crime grave de natureza militar cometido em tempo de guerra é admissível. O Artigo 2, parágrafo 1 do Segundo Protocolo Opcional das Nações Unidas ao Pacto Internacional sobre Direitos Civis e Políticos visando a Abolição da Pena de Morte, permite que os membros façam uma exceção nestes termos, no momento da ratificação ou adesão ao Protocolo.

## Opinião pública
| Data da pesquisa                 | Resultado (%)            | Resultado (%)          | Resultado (%)          |        |
| Data da pesquisa                 | A favor da pena de morte | Contra a pena de morte | Não sabe / indiferente | Fonte  |
| -------------------------------- | ------------------------ | ---------------------- | ---------------------- | ------ |
| 4 a 7 de setembro de 1991        | 48                       | 43                     | 9                      |        |
| 2 a 4 de fevereiro de 1993       | 55                       | 38                     | 7                      |        |
| 21 a 23 de maço de 1995          | 54                       | 42                     | 4                      |        |
| 19 e 20 de junho de 2000         | 48                       | 47                     | 5                      |        |
| 20 e 21 de fevereiro de 2002     | 51                       | 45                     | 4                      |        |
| 31 de março e 1 de abril de 2003 | 49                       | 47                     | 4                      |        |
| 8 a 12 e 15 de dezembro de 2003  | 50                       | 43                     | 7                      |        |
| 23 e 24 de maio de 2006          | 49                       | 45                     | 6                      | [ 12 ] |
| 7 e 8 de agosto de 2006          | 51                       | 42                     | 7                      | [ 12 ] |
| 19 e 20 de março de 2007         | 55                       | 40                     | 5                      | [ 13 ] |
| 25 a 27 de março de 2008         | 47                       | 46                     | 7                      |        |
| 28 e 31 de julho de 2011         | 46                       | 46                     | 8                      | [ 14 ] |
| 29 e 30 de novembro de 2017      | 57                       | 39                     | 4                      | [ 15 ] |
| 9 e 11 de setembro de 2022       | 42                       | 49                     | 9                      | [ 16 ] |

O instituto de pesquisas Datafolha, ligado ao jornal Folha de S. Paulo, realizou uma pesquisa anual desde o início da década de 1990 sobre a aceitação da pena de morte na sociedade brasileira. A maioria dessas pesquisas indica que a maioria dos brasileiros é a favor dessa forma de punição. A pesquisa mais recente (datada de março de 2008), no entanto, indica que não há mais uma clara maioria sobre o assunto. A diferença entre aqueles que concordam e se opõem ao uso do método é de apenas 1% e, portanto, dentro da margem de erro da pesquisa. Os resultados são semelhantes aos de uma pesquisa de 2000 conduzida pelo mesmo instituto, quando a aprovação da pena de morte teve uma queda abrupta, apenas para subir novamente nos anos subsequentes. O jornal indica que casos de assassinato amplamente explorados pela imprensa durante o período da pesquisa, como a morte do menino João Hélio (que também abriu um debate sobre a maioridade penal), podem influenciar o resultado das pesquisas.
Uma pesquisa realizada pelo instituto Sensus em janeiro de 2010 indicou que a maioria dos brasileiros é contra a pena de morte. Mais de 55% dos 2000 entrevistados compartilham essa opinião, praticamente a mesma porcentagem de uma pesquisa realizada pelo mesmo instituto em janeiro de 2001.
Em 2018, o apoio ao uso da pena de morte cresceu significativamente. De acordo com pesquisa do Datafolha, 57% dos brasileiros apoiam a pena de morte. A faixa etária que mostra o maior apoio à execução dos condenados é a de 25 a 34 anos, na qual 61% afirmam ser a favor.
Pesquisa Ipec divulgada em setembro de 2022, apontou que 49% dos brasileiros são contrários e 42% favoráveis a pena de morte. A defesa da pena de morte cresce entre os adultos de 25 a 34 anos (50% são a favor), pessoas que consideravam o governo do então presidente Jair Bolsonaro ótimo ou bom (50%) e com escolaridade até ensino médio (46%).